# Jack Mulcahy
Pour les articles homonymes, voir Mulcahy.
Jack Mulcahy est un acteur américain né le 22 avril 1954 à New York.

## Filmographie
- 1982 : Porky's : Frank Bell
- 1983 : Porky's II: The Next Day : Frank Bell
- 1989 : Creating Rem Lezar (vidéo) : Rem Lezar / Policeman
- 1990 : Cadillac Man : S.W.A.T. Team Officer
- 1995 : Les Frères McMullen (The Brothers McMullen) d'Edward Burns : Jack McMullen
- 1996 : The Cottonwood : Joey Tuzzio
- 1997 : Lowball : Bryce
- 1998 : The Reunion : Hal Coleman
- 1998 : Meurtre parfait (A Perfect Murder) : Bartender
- 2001 : The Blue Diner : Brian
- 2002 : Infested : Bob
- 2005 : Profanations (The Gravedancers) : Cool Cop
- 2006 : Euthanasia : Dad
- 2006 : El Cantante : Doctor
- 2006 : New York, unité spéciale (Law & Order: Special Victims Unit) (saison 7, épisode 14) : détective Brian Beal